# بريبين لارسن
بريبين لارسن (بالدنماركية: Preben Larsen)‏ هو لاعب قفز طويل دنماركي، ولد في 7 سبتمبر 1922 في كوبنهاغن في الدنمارك، وتوفي في 12 نوفمبر 1965 في إيسبيرغ في الدنمارك.

## وصلات خارجية
- بريبين لارسن على موقع أوليمبيديا (الإنجليزية)